# Associação Fazer Avançar
A Associação Fazer Avançar (AFA) é uma associação juvenil em Leiria. Recebeu o Prémio Cidadania do Região de Leiria, atribuído pelo Grupo Lena; o Selo Europeu para as Línguas, atribuído pela Comissão Europeia; e o 1º lugar no Bootcamp do Instituto do Empreendedorismo Social.[carece de fontes?]

## Projectos
O projecto mais relevante da associação, o SPEAK, é um projecto de troca cultural e linguística que facilita a integração de imigrantes na sociedade Portuguesa. O SPEAK é co-criado pela AFA e Fundação EDP.